# Erscheinen Pflicht
Erscheinen Pflicht ist der Titel eines teilweise gesellschaftskritischen Jugendfilms der DEFA, der auf Motiven von Gerhard Holtz-Baumert basiert und die Auseinandersetzung eines 16-jährigen Mädchens mit ihrem Leben und den politischen Verhältnissen in der Deutschen Demokratischen Republik (DDR) thematisiert. Der 1983 produzierte Film, bei dem Helmut Dziuba Regie führte und das Drehbuch schrieb, wurde am 16. Mai 1984 im Rahmen des dritten Nationalen Spielfilmfestivals der DDR erstmals im Kino gezeigt. Ausstrahlungen im Fernsehen erfolgten am 25. Juli 1987 im Bayerischen Rundfunk und am 7. März 1990 im ersten Programm des Deutschen Fernsehfunks, des staatlichen Fernsehens der DDR. Im Jahr 2006 wurde der Film durch die Firma Icestorm Entertainment auf DVD veröffentlicht.

## Handlung
Die 16-jährige Elisabeth Haug wächst in Brandenburg an der Havel als Tochter eines DDR-Funktionärs in wohlbehüteten Verhältnissen auf. Ihr Vater ist seit 19 Jahren Vorsitzender vom Rat des Kreises, und zu ihren Privilegien gehört, dass er sie in seinem Dienst-Wolga mit zur Schule nimmt. Sie empfindet es auch als selbstverständlich, dass auf Weisung ihres Vaters ein Tadel gelöscht wird. Als er plötzlich mit 54 Jahren bei einem Unfall stirbt, wird sie aus ihren bis dahin geregelten Lebensumständen gerissen und beginnt, sich mit ihrer deprimierten Mutter auseinanderzusetzen und ihr bisheriges Leben sowie ihr Bild von ihrem Vater und der DDR zu hinterfragen. Eine wichtige Rolle spielen dabei ihr Schulfreund Stefan sowie ihr Bruder Peter, der sich von den Eltern distanziert hatte, und zu dem sie wieder Kontakt aufnimmt.
Titelgebender Teil der Handlung ist eine Kundgebung des DDR-Jugendverbandes Freie Deutsche Jugend (FDJ) in Berlin, bei der für FDJ-Mitglieder Erscheinen Pflicht ist, und an der auch Elisabeth teilnimmt. Während der Rückfahrt vom Besuch bei ihrem Bruder wird sie in der S-Bahn durch einen betrunkenen Bauarbeiter wegen ihrer FDJ-Fahne verbal angegriffen. Trotz ihrer eigenen kritischen Gedanken seit dem Tod ihres Vaters wehrt sie sich erfolgreich gegen die Pöbeleien und gegen den Versuch des Bauarbeiters, die Fahne aus dem Zug zu werfen. Elisabeth erreicht rechtzeitig ihre Klasse und den Zug nach Hause.

## Entstehungsgeschichte
Dziuba schrieb die Drehbücher seiner Filme oft selbst, so auch für Erscheinen Pflicht, den er frei nach zwei Erzählungen aus dem gleichnamigen Erzählungsband von Gerhard Holtz-Baumert adaptierte. In Vorbereitung auf die Dreharbeiten zum Film gruppierte Dziuba seine „Profischauspieler“ um Laiendarsteller. „Die einen mussten Text und Gänge fest können. Die andern waren am authentischsten, je mehr sie frei spielen durften, je weniger Wiederholungen gemacht wurden. Bei der fünften, sechsten Wiederholung ist bei Jugendlichen alle Frische weg. Da habe ich auch lieber mal einen Versprecher in Kauf genommen“, so Dziuba. Fast ein halbes Jahr nahm er sich Zeit, die Rollen unter den Jugendlichen fortwährend zu tauschen, um so ihr schauspielerisches Vermögen auszutesten. Die Hauptrolle der Elisabeth wurde von mehreren Mädchen gespielt, jedoch beeindruckte Vivian Hanjohr Dziuba am meisten, ebenso Nebendarstellerin Lissy Tempelhof.

## Rezeption
1984 wurde Erscheinen Pflicht als Eröffnungsfilm des dritten Nationalen Spielfilmfestivals in Karl-Marx-Stadt uraufgeführt. Dziuba stieß mit seiner Inszenierung jedoch auf Ablehnung bei Erich Honecker und dessen Ehefrau Margot, der damaligen Volksbildungsministerin. Daraufhin wurde das Jurygremium von Berlin aus so unter Druck gesetzt, dass der Film nur eine lobende Erwähnung erhielt.
„Leute aus der Publikums-Jury kamen mit Tränen in den Augen zu mir – und mich beherrschte eine unwahrscheinliche Hilflosigkeit. Die Schizophrenie bestand darin, daß wir uns dem negativen Urteil führender Funktionäre unseres Staates unterworfen haben. Unterwerfen mußten […] das aber ist schon eine Zweifelsfrage“, so Dziuba über die Ereignisse in Karl-Marx-Stadt.
Horst Knietzsch, Filmkritiker des SED-Zentralorgans Neues Deutschland, warf Dziuba daraufhin eine „resignative Melancholie“ vor, sowie eine „Konfliktgestaltung, die kaum zu konstruktivem gesellschaftlichem Handeln motiviert, sondern Verdrossenheit hinterläßt […] Was sich realistisch gebärdet, offenbart sich im Grund als Realitätsferne. Die künstlerischen Metaphern, die einen Generationskonflikt suggerieren wollen, stehen in allzu deutlichem Gegensatz zu unserer 35jährigen Wirklichkeit“, so Knietzsch. Erst nach der Aufführung im DDR-Fernsehen sollte der Filmkritiker zugeben, dass er heute anders über den Film schreiben würde: „Damals waren das keine ästhetischen, sondern politische Urteile“, so Knietzsch.
Nach der Premiere in Karl-Marx-Stadt wurde der Film wegen seiner gesellschaftskritischen Handlungselemente weitgehend aus dem Programm der Kinos in der DDR genommen. Trotz des politischen Bekenntnisses der Hauptfigur in der S-Bahn-Szene war Erscheinen Pflicht nur noch in geschlossenen Vorführungen zu sehen, bei denen der Regisseur anwesend zu sein hatte. Diese mussten vom Bezirksvorsitzenden genehmigt werden. Dennoch wurde der Film besonders häufig bei Jugendweihe-Veranstaltungen gewünscht.
Erst nach der politischen Wende 1989/90, sechs Jahre nach seiner erstmaligen Aufführung, wurde der Film im Fernsehen der DDR gezeigt. Die West-Berliner tageszeitung lobte Dziubas Film für seine „ehrliche(n) Einblicke in die DDR vor der Wende“ und trotz der gewandelten Situation als nach wie vor „aktuell und aufschlussreich“. Dziubas Filmsprache sei „zurückhaltend und keinesfalls destruktiv“, so dass es schwer fallen würde, die Aufregungen um den Film zu begreifen, so taz-Journalistin Constanze Pollatschek wenige Wochen später.
Klaus Seehafer, Kritiker der Mitteldeutschen Zeitung, zeigte sich im September 2008 bei einer durch die Friedrich-Ebert-Stiftung organisierten Vorführung im Wolfener Industrie- und Filmmuseum darüber verwundert, „was im DDR-Film jener Jahre möglich war. […] Da wird eingehend von Republikflucht geredet, da kann ein aggressiv krakehlender Arbeiter, gespielt von Uwe Kockisch, im Arbeiter- und Bauernstaat die Heldin bedrohen“, so Seehafer.
Das Lexikon des internationalen Films beschreibt das Werk unter anderem als „DEFA-Gegenwartsfilm, der sich durch die liebevolle und dennoch kritische Zeichnung der Figuren und ihrer Umwelt auszeichnet und bemüht ist, sich auf glaubwürdige und vermittelnde Weise auf Sprach- und Lebensgefühl der jungen Generation einzulassen.“

## Auszeichnungen
Der Film wurde 1984 beim dritten Nationalen Spielfilmfestival der DDR mit einer lobenden Erwähnung gewürdigt. Peter Sodann und Simone von Zglinicki wurden im Rahmen des gleichen Festivals für ihre Rollen im Film als beste Nebendarsteller ausgezeichnet. Einen weiteren Preis erhielt der Film in der Kategorie Beste Kostüme.